# Free Lossless Image Format
Das Free Lossless Image Format (FLIF) ist ein verlustfreies Grafikformat, das behauptet PNG, verlustfreies WebP, verlustfreies BPG und verlustfreies JPEG 2000 in Bezug auf Kompressionsrate bei einer Vielfalt an Eingabedaten zu schlagen. FLIF unterstützt eine Form des progressiven Interlacing (einer Verallgemeinerung des Adam7-Algorithmus') mit dem jeder teilweise Download einer Bilddatei wie eine verlustbehaftete Encodierung des Gesamtbildes betrachtet werden kann.

## Geschichte
Das Format wurde ursprünglich im September 2015 öffentlich angekündigt,
die erste Alpha-Version war etwa einen Monat später, im Oktober 2015 verfügbar.
Die erste stabile Version von FLIF wurde im September 2016 veröffentlicht.
Seit November 2021 wird FLIF nicht mehr weiterentwickelt. Die Ergebnisse der Entwicklungsbemühungen sind zunächst in das, ebenfalls eingestellte, FUIF-Format und später zusammen mit Pik in das JPEG-XL-Projekt eingeflossen.

## Entwurf
Zur Kompression verwendet FLIF die MANIAC-Encodierung (Meta-Adaptive Near-zero Integer Arithmetic Coding), eine Variante von CABAC, bei der die Kontexte Knoten des Entscheidungsbaumes sind, die dynamisch während der Enkodierungszeit ermittelt werden.
FLIF verwendet den reversiblen YCgCo-Farbraum (anders als YCbCr, der einige Farbinformation durch Rundungsfehler verliert, unabhängig von seiner Verwendung im sonst verlustbehafteten JPEG). Es wurden bisher einige Funktionen noch nicht implementiert, z. B. andere „Farbräume (CMYK, YCbCr, ...)“. Die Farbraumkonvertierung ist schneller, aber die Gesamtdekodierung (und -kodierung) ist immer noch langsamer als die Konkurrenz und als sie sein könnte, selbst mit dem besseren Farbraum, da dieser nur einen kleinen Teil des Gesamtprozesses ausmacht. FLIF unterstützt Transparenz wie PNG (aber anders als JPEG) durch einen optionalen Alphakanal (RGBA). FLIF unterstützt progressive Enkodierung, ähnlich zu PNG (aber anders als dieses, erhöht progressive Kompression nicht die Dateigröße). Da aber FLIFs Algorithmus komplexer ist und teilweise noch nicht so viele Optimierungen an der Implementierung vorgenommen wurden, benötigt er mehr Rechenzeit. Dem stehen geringere Anforderungen an die Bandbreite durch die höhere Qualität bei besserer Kompression gegenüber. Progressive Kodierung vermindert FLIFs Leistungsfähigkeit.
FLIF unterstützt Graustufen, RGB und RGBA mit einer Farbtiefe von 1 bis 16 Bits je Kanal.
FLIF verwendet einige Parameter, deren Anpassung in Bildern unterschiedlicher Speichergröße resultieren kann. Alle diese Bilder sind trotzdem verlustfrei kodiert. FLYF (für lossY – verlustbehaftet) wird ebenfalls in Betracht gezogen und wäre dann dessen Dateiendung, obwohl die Endungen nur ein Hinweis auf die Kodierung wären und beide verwendet werden könnten.

## Unterstützung

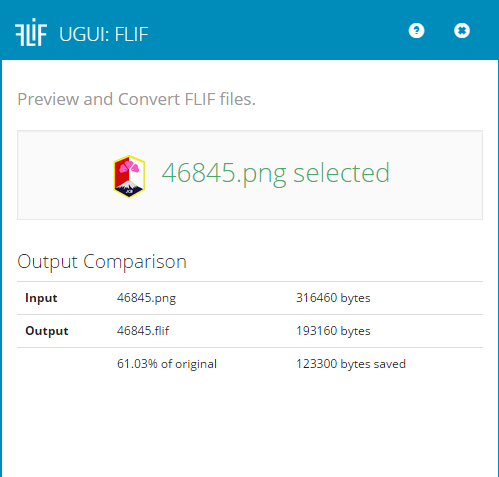
[https://flif.info/UGUI_FLIF/ UGUI-FLIF

- ImageMagick unterstützt FLIF seit Version 6.9.4-5 und 7.0.1-7[10]
- XnView unterstützt FLIF seit Version 2.36.[11]
- ExifTool unterstützt das Lesen und Schreiben von Metadaten in FLIF-Bildern seit Version 10.31.[12]
- UGUI-FLIF unterstützt die Vorschau und das Konvertieren von PNG zu FLIF.[13]
- IrfanView unterstützt das Lesen von FLIF-Bildern seit Version 4.52.[14][15]